# Eleonora del Liechtenstein
Eleonora del Liechtenstein (nome completo in tedesco Eleonora Maria Rosalia; 1647 – Graz, 4 agosto 1704) è stata una principessa austriaca.

## Biografia
La principessa Eleonora nacque nel 1647, prima figlia femmina e secondogenita del principe Carlo Eusebio e di Giovanna Beatrice di Dietrichstein-Nikolsburg.
Il 4 luglio 1666 sposò il principe Giovanni Sigifredo di Eggenberg.
Appassionata di scienza farmaceutica, pubblicò nel 1695 un manuale in cui espose le sue conoscenze terapeutiche, mediche e culinarie, giudicato come uno dei testi di medicina popolare più diffusi nel XVIII secolo nel mondo di lingua tedesca.
Morì nel 1704 e fu tumulata nel santuario di Maria Ausiliatrice a Graz.

## Opere
- Freiwillig Aufgesprungener Granatapfel des Christlichen Samariters, Vienna, 1695.

## Discendenza
Eleonora del Liechtenstein e Giovanni Sigifredo di Eggenberg ebbero due figli:
- Principe Giovanni Antonio II (1669-1716);
- Principe Leopoldo Giovanni Giuseppe Domenico (15 luglio 1675 - 1675), ebbe come padrino di battesimo l'imperatore Leopoldo I, rappresentato dal barone Johann Franz von Wildenstein.[10]

## Ascendenza
|                                                  |                                |                                                  | Genitori                                    |  |  | Nonni |  |  | Bisnonni                      |  |  | Trisnonni                          |  |
|                                                  |                                |                                                  |                                             |  |  |       |  |  | Hartmann II del Liechtenstein |  |  | Georg Hartmann I von Liechtenstein |  |
|                                                  |                                |                                                  |                                             |  |  |       |  |  | Hartmann II del Liechtenstein |  |  | Georg Hartmann I von Liechtenstein |  |
|                                                  |                                | Susanna von Liechtenstein                        |                                             |  |  |       |  |  | Hartmann II del Liechtenstein |  |  |                                    |  |
| Carlo I del Liechtenstein                        |                                |                                                  |                                             |  |  |       |  |  | Hartmann II del Liechtenstein |  |  |                                    |  |
|                                                  |                                | Anna Maria di Ortenburg                          | Karl I von Ortenburg                        |  |  |       |  |  |                               |  |  |                                    |  |
|                                                  |                                | Anna Maria di Ortenburg                          | Karl I von Ortenburg                        |  |  |       |  |  |                               |  |  |                                    |  |
|                                                  |                                | Anna Maria di Ortenburg                          | Maximiliana von Fraunberg zum Haag          |  |  |       |  |  |                               |  |  |                                    |  |
| Carlo Eusebio del Liechtenstein                  |                                | Anna Maria di Ortenburg                          |                                             |  |  |       |  |  |                               |  |  |                                    |  |
|                                                  |                                | Jan Šembera z Boskovic                           | Wenzel Buczowsky von Boskowicz              |  |  |       |  |  |                               |  |  |                                    |  |
|                                                  |                                | Jan Šembera z Boskovic                           | Wenzel Buczowsky von Boskowicz              |  |  |       |  |  |                               |  |  |                                    |  |
|                                                  |                                | Jan Šembera z Boskovic                           | Anna Pohomirzsky von Oynicz                 |  |  |       |  |  |                               |  |  |                                    |  |
| Anna Maria Šemberová von Boskovic und Černá Hora |                                | Jan Šembera z Boskovic                           |                                             |  |  |       |  |  |                               |  |  |                                    |  |
|                                                  |                                | Anna Kragjrz z Kraigk                            | Albert Kragjrz z Kraigk                     |  |  |       |  |  |                               |  |  |                                    |  |
|                                                  |                                | Anna Kragjrz z Kraigk                            | Albert Kragjrz z Kraigk                     |  |  |       |  |  |                               |  |  |                                    |  |
|                                                  |                                | Anna Kragjrz z Kraigk                            | Maria Magdalena Kostomlatsky von Wrzesowicz |  |  |       |  |  |                               |  |  |                                    |  |
| Eleonora del Liechtenstein                       |                                | Anna Kragjrz z Kraigk                            |                                             |  |  |       |  |  |                               |  |  |                                    |  |
|                                                  | Sigismondo II di Dietrichstein | Adam von Dietrichstein                           |                                             |  |  |       |  |  |                               |  |  |                                    |  |
|                                                  | Sigismondo II di Dietrichstein | Adam von Dietrichstein                           |                                             |  |  |       |  |  |                               |  |  |                                    |  |
|                                                  | Sigismondo II di Dietrichstein | Margarita de Cardona                             |                                             |  |  |       |  |  |                               |  |  |                                    |  |
| Massimiliano di Dietrichstein                    | Sigismondo II di Dietrichstein |                                                  |                                             |  |  |       |  |  |                               |  |  |                                    |  |
|                                                  |                                | Giovanna della Scala                             | Hans Warmund von der Leiter                 |  |  |       |  |  |                               |  |  |                                    |  |
|                                                  |                                | Giovanna della Scala                             | Hans Warmund von der Leiter                 |  |  |       |  |  |                               |  |  |                                    |  |
|                                                  |                                | Giovanna della Scala                             | Elisabeth von Thurn                         |  |  |       |  |  |                               |  |  |                                    |  |
| Giovanna Beatrice di Dietrichstein-Nikolsburg    |                                | Giovanna della Scala                             |                                             |  |  |       |  |  |                               |  |  |                                    |  |
|                                                  |                                | Carlo I del Liechtenstein                        | Hartmann II del Liechtenstein               |  |  |       |  |  |                               |  |  |                                    |  |
|                                                  |                                | Carlo I del Liechtenstein                        | Hartmann II del Liechtenstein               |  |  |       |  |  |                               |  |  |                                    |  |
|                                                  |                                | Carlo I del Liechtenstein                        | Anna Maria di Ortenburg                     |  |  |       |  |  |                               |  |  |                                    |  |
| Anna Maria del Liechtenstein                     |                                | Carlo I del Liechtenstein                        |                                             |  |  |       |  |  |                               |  |  |                                    |  |
|                                                  |                                | Anna Maria Šemberová von Boskovic und Černá Hora | Jan Šembera z Boskovic                      |  |  |       |  |  |                               |  |  |                                    |  |
|                                                  |                                | Anna Maria Šemberová von Boskovic und Černá Hora | Jan Šembera z Boskovic                      |  |  |       |  |  |                               |  |  |                                    |  |
|                                                  |                                | Anna Maria Šemberová von Boskovic und Černá Hora | Anna Kragjrz z Kraigk                       |  |  |       |  |  |                               |  |  |                                    |  |
|                                                  |                                | Anna Maria Šemberová von Boskovic und Černá Hora |                                             |  |  |       |  |  |                               |  |  |                                    |  |